# 20553 Donaldhowk
20553 Donaldhowk è un asteroide della fascia principale. Scoperto nel 1999, presenta un'orbita caratterizzata da un semiasse maggiore pari a 2,3025249 UA e da un'eccentricità di 0,1057413, inclinata di 2,78980° rispetto all'eclittica.